# Новый Крупец (Смоленская область)
Новый Крупец — деревня в Рославльском районе Смоленской области России. Входит в состав Епишевского сельского поселения. По состоянию на 2007 год постоянного населения не имеет. 
Расположена в южной части области в 28 км к юго-востоку от Рославля, в 0,5 км южнее автодороги А141 Орёл — Витебск, на берегу реки Сивуха. В 3 км северо-восточнее деревни расположена железнодорожная станция Узкое на линии Рославль — Брянск. 

## История
В 1861—1924 годах деревня Новый Крупец входила в состав Радичской волости Рославльского уезда.
В годы Великой Отечественной войны деревня была оккупирована гитлеровскими войсками в августе 1941 года, освобождена в сентябре 1943 года.